# Bowmanstown, Pennsylvania
Bowmanstown, Pennsylvania (енгл. Bowmanstown) град је у америчкој савезној држави Пенсилванија.

## Демографија
По попису из 2010. године број становника је 937, што је 42 (4,7%) становника више него 2000. године.
| Група             | 2000.       | 2010.       |
| Белци             | 882 (98,5%) | 885 (94,5%) |
| Афроамериканци    | 0 (0,0%)    | 5 (0,5%)    |
| Азијати           | 2 (0,2%)    | 6 (0,6%)    |
| Хиспаноамериканци | 8 (0,9%)    | 25 (2,7%)   |
| Укупно            | 895         | 937         |